# Kati Bács
Dans le nom hongrois Bács Kati, le nom de famille précède le prénom, mais cet article utilise l’ordre habituel en français Kati Bács, où le prénom précède le nom.
Kati Bács, née le 17 novembre 1963 à Târgu Mureș, en Roumanie, est une actrice hongroise. Elle est la fille de Bella Tanai et Ferenc Bács.

## Filmographie partielle
Cinéma
- 1984 : A vörös grófnő (« La comtesse rouge ») – András Kovács
- 1991 : Hamis a baba – István Bujtor
- 2001 : American Rhapsody – Éva Gárdos

Téléfilms
- Egy gazdag hölgy szeszélye (1987)
- Fagylalt tölcsér nélkül (1989)
- Angyalbőrben (1990)
- Szomszédok (1990-1992)
- Rózsaszín sorozat III (1991)
- A templomos lovagok kincse 1-15 (1992)
- Privát kopó 1-6 (1992)
- Kisváros (1995)
- Barátok közt
- Szeress most!